# 1003 (číslo)
1003 je přirozené číslo, které následuje po číslu 1002 a předchází číslu 1004. Římskými číslicemi se zapisuje MIII a řeckými číslicemi ͵αγ.
Číslo 1003 je liché a složené. Má čtyři dělitele: 1, 17, 59 a 1003. Jeho prvočíselný rozklad je 17 × 59, což z něj činí tzv. semiprvočíslo (součin dvou různých prvočísel).
V binární soustavě se číslo 1003 zapisuje jako 1111101011.